# أرشيبالد دوغلاس (عسكري)
أرشيبالد دوغلاس (بالسويدية: Archibald Douglas)‏ هو عسكري سويدي، ولد في 19 يوليو 1883، وتوفي في 5 يوليو 1960 بسبب حادث مرور.